# Elecciones presidenciales de Argelia de 2009
Las elecciones presidenciales se celebraron en Argelia el 9 de abril de 2009. El resultado fue una victoria para el presidente en ejercicio, Abdelaziz Bouteflika, que fue reelegido con el 90% de los votos.

## Antecedentes
El Consejo de Ministros anunció el 3 de noviembre de 2008 que una revisión constitucional planificada eliminaría el límite de dos mandatos que anteriormente estaba incluido en el Artículo 74, lo que permitiría que Bouteflika se postulara para un tercer mandato. La Asamblea Popular Nacional de Argelia aprobó la eliminación del límite de mandatos el 12 de noviembre de 2008, y solo la Agrupación por la Cultura y la Democracia (RCD) votó en contra. Poco después, la RCD comunicó su decisión de boicotear los comicios.
Bouteflika anunció su candidatura para un tercer mandato en un mitin en Argel el 12 de febrero de 2009 y la presentó oficialmente el 23 de febrero, poco antes de la fecha límite. Junto al mandatario compitieron otros cinco candidatos.

## Resultados
La participación oficial del 75% fue disputada por la oposición, y algunos afirmaron que fue incluso del 16%. Las observaciones informales de la Embajada de los Estados Unidos la ubicaron en "25 a 30% como máximo".
| Candidato                          | Candidato                          | Partido                             | Votos      | %     |
| ---------------------------------- | ---------------------------------- | ----------------------------------- | ---------- | ----- |
|                                    | Abdelaziz Bouteflika               | Frente de Liberación Nacional       | 13,019,787 | 90.23 |
|                                    | Louisa Hanoune                     | Partido Obrero                      | 649,632    | 4.50  |
|                                    | Moussa Touati                      | Frente Nacional Argelino            | 294,411    | 2.04  |
|                                    | Djahid Younsi                      | Movimiento para la Reforma Nacional | 208,549    | 1.45  |
|                                    | Mohammed Said                      | Independiente                       | 133,315    | 0.92  |
|                                    | Ali Fawzi Rebaine                  | Ahd 54                              | 124,559    | 0.86  |
| Votos nulos/en blanco              | Votos nulos/en blanco              | Votos nulos/en blanco               | 925,771    | –     |
| Total                              | Total                              | Total                               | 15,356,024 | 100   |
| Votantes registrados/participación | Votantes registrados/participación | Votantes registrados/participación  | 20,595,683 | 74.56 |
| Fuente: Electoral Studies          |                                    |                                     |            |       |